# Kościół św. Huberta w Mucznem
Kościół św. Huberta w Mucznem – drewniany, rzymskokatolicki kościół filialny pw. św. Huberta, wzniesiony w latach 2014–15, znajdujący się w miejscowości Muczne.
To najmłodszy drewniany kościół katolicki w Bieszczadach. Swoim wystrojem nawiązuje do tradycji łowieckich i leśnych.

## Historia
Budowę kościoła w Mucznem zainicjowali jego mieszkańcy. Ponieważ jest to niewielka społeczność, głównie pracownicy leśni i ich rodziny, przeprowadzili zbiórkę funduszy na budowę w 43 parafiach w Polsce i w Londynie. Zebrano 400 tysięcy złotych. W lutym 2012 zakupiono działkę budowlaną w Mucznem. Projekt opracowali Agata Jasińska-Malec oraz Łukasz Hawrylik, architekci z Ustrzyk Dolnych. Prace budowlane rozpoczęto wiosną 2014. Kościół zbudowano z modrzewiowych i świerkowych bali. Roboty budowlane, które wykonywała siedmioosobowa grupa cieśli z Podhala, zakończono na jesieni 2015. 18 października 2015 metropolita przemyski Józef Michalik poświęcił nową świątynię. 

## Architektura i wyposażenie
Kościół drewniany zbudowany przez cieśli z Podhala, w konstrukcji zrębowej. Zamknięte trójbocznie prezbiterium z dobudowaną zakrystią. Nawa szersza z osadzoną na niej wieżą. Wieża o ścianach zwężających się ku górze, zwieńczona kwadratową wieżyczką z podwójnym daszkiem namiotowym. Dach dwuspadowy pokryty gontem. Od frontu podcień wsparty na czterech słupach.
Wewnątrz belkowy strop płaski z bocznymi fasetami. Podłoga z desek. W oknach witraże z wizerunkami Jana Pawła II i św. Huberta. W nawie empory wsparte na słupach. Wyposażenie współczesne: ołtarz główny w formie rzeźbionego stołu, drewniana ambona z tablicami 10 przykazań i drewniana chrzcielnica. Elementem wystroju przyciągającym uwagę jest 81-kilogramowy żyrandol z poroża jelenia wykonany przez leśnika, Olafa Jóźwika z Czarnej oraz płaskorzeźbione ławki z wizerunkami bieszczadzkich zwierząt.

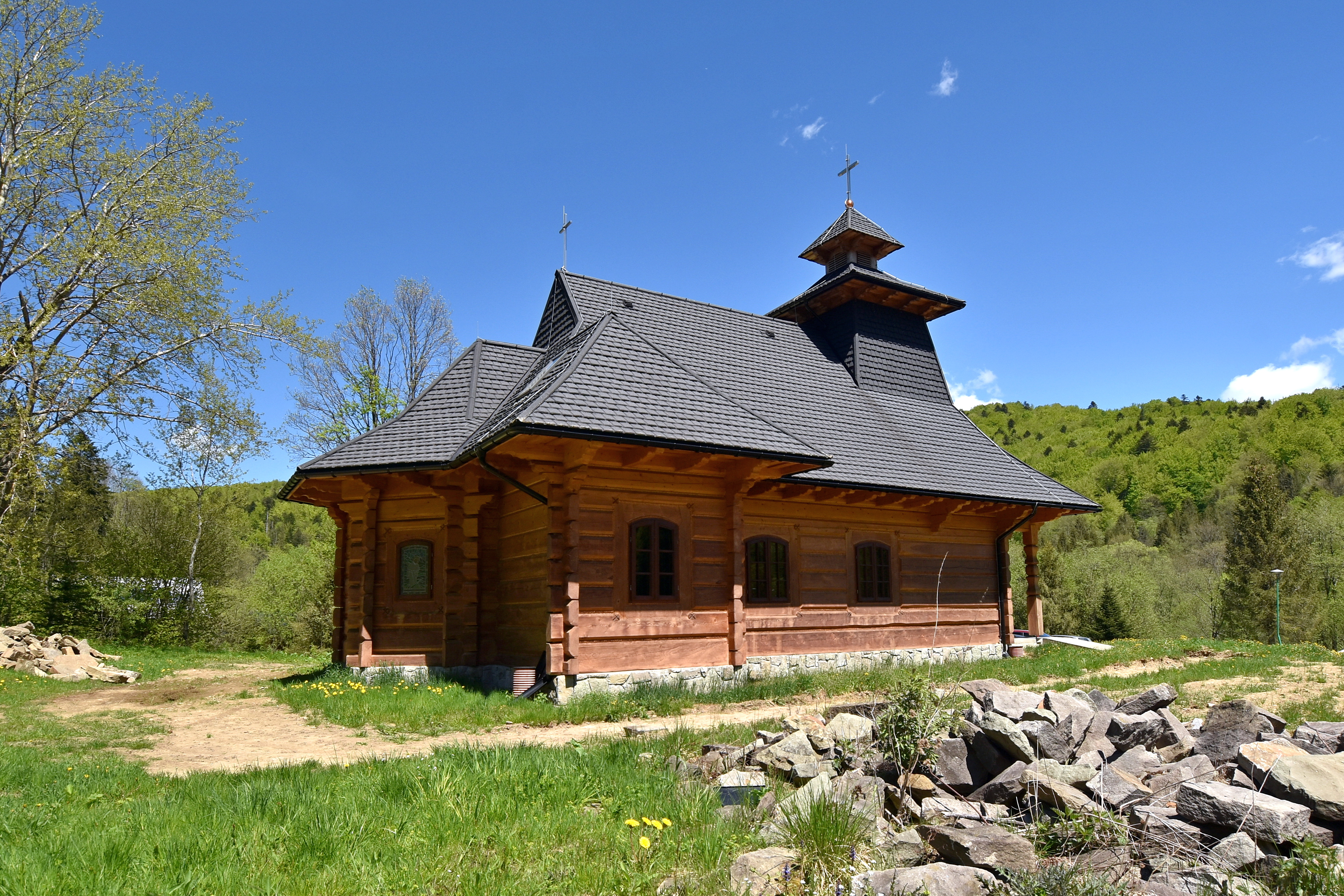
Elewacja południowa
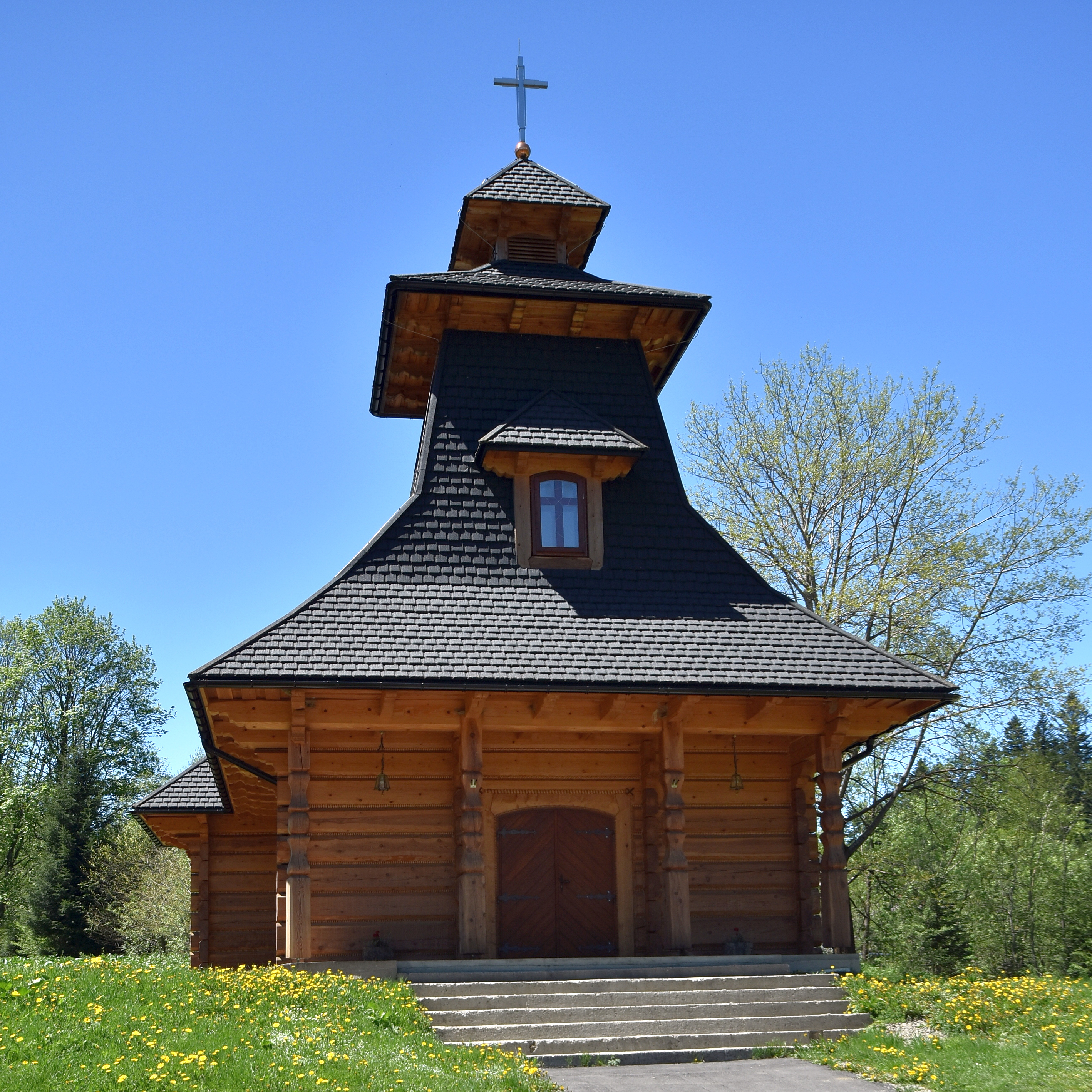
Od strony wejścia
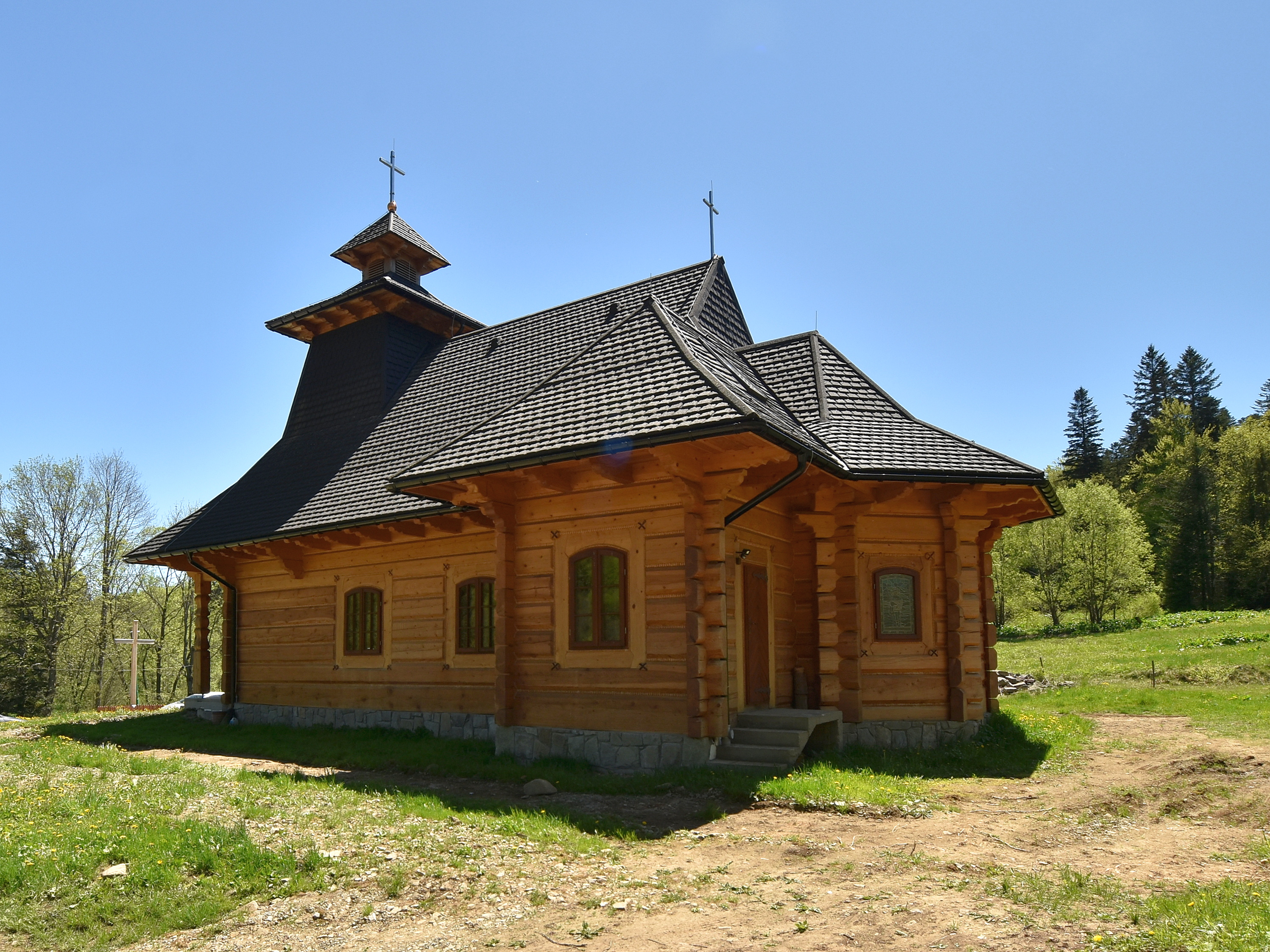
Elewacja boczna (północna)